# (31599) Chloesherry
1999 FE49 (asteroide 31599) é um asteroide da cintura principal. Possui uma excentricidade de 0.08836500 e uma inclinação de 8.19995º.
Este asteroide foi descoberto no dia 20 de março de 1999 por LINEAR em Socorro.